# ウメダルイス
ウメダルイス（1990年12月16日 - ）は、日本のコスプレパフォーマーである。本名、山本 燿平。
大阪府出身。血液型はA型。2006年、16歳の時に吉本総合芸能学院に入学して芸能業界に身を置いた。コスプレによる衣装の変化や、手品を使ったマジシャン芸、アニメ声優科卒を生かしたアニメ芸などを芸風として、中小規模のステージでパフォーマンスを行っている。

## 略歴
2006年、16歳の時に吉本総合芸能学院に29期生として入学して芸を学んだ。その後、放送芸術学院専門学校の併設校大阪アニメーションスクールのアニメ声優科に入学し、2011年に卒業した。専門学校の在学中、卒業後を含め、コスプレパフォーマーとしての芸能活動を続けている。

## 芸風
アニメマジックという持ち芸があり、フィギュアを使って手品やアニメソングに乗せて手品をするのが特徴。また、リングマジックをする時は、けいおん!のDon't say "lazy"を使用している。その他にもアニメのパロディーでマジックすることもあり、オープニングマジックでムギちゃんのたくあんトリックする。
芸風から大阪日本橋でのライブを行なっていることが多い。

## 受賞
- 2015年 ブルーメの丘大道芸コンテスト ブルーメ賞 受賞[7]

## 出演

### ライブ
- ポンバシwktk学園（マジシャンとして）

### イベント
- お笑いライブ「30分」（場内アナウンス）

### 単独ライブ
- 2010年5月2日「アニメマジック魂スピリッツ」日本橋四丁目劇場